# Davaradibi
Davaradibi è un comune dell'Azerbaigian situato nel distretto di Lerik. Conta una popolazione di 410 abitanti.